# Митник, Кевин
Ке́вин Дэ́вид Ми́тник (англ. Kevin David Mitnick; 6 августа 1963, Лос-Анджелес, Калифорния, США — 16 июля 2023, Лас-Вегас) — американский хакер, после отсидки — консультант по компьютерной безопасности и писатель. Знаковая фигура в сфере информационной безопасности. В конце XX века был признан виновным в различных компьютерных и коммуникационных преступлениях.

## Биография
Митник родился в еврейской семье в 1963 году в США. Его отец бросил семью в 1968 году, поэтому матери приходилось работать бо́льшую часть времени. Кевин проводил очень много времени в мире своих фантазий. Ему нравилось кататься на автобусах, но не хватало денег для этого, поэтому Кевин однажды нашёл старый проездной и подделал его срок действия.
В 12 лет Кевин от одноклассника узнал множество способов мошенничества с телефоном, в частности, о том, что, действуя от имени другого человека, можно выпытать нужную информацию. Кевин научился перенаправлять сигнал домашнего телефона на таксофон, веселясь от того, что владельцев домашних телефонов перед разговором просили опустить 10 центов.
К 1979 году телефоны и АТС не представляли для Кевина трудности, он умел звонить бесплатно, и это развлечение ему наскучило. В этом он похож на Билла Гейтса и его товарища, которые тоже увлекались телефонными технологиями и дошли до взламывающего телефонные сети спецустройства. Но однажды при перевозке такого устройства их чуть не поймал дорожный патрульный, и полученного стресса оказалось достаточно для смены рода деятельности. Митник же продолжил занятия, стал подолгу сидеть в школьном компьютерном классе, изучая мануалы и компьютерные сети. В 1980 году Митник совершает свой первый взлом — школьной локальной сети. Несмотря на то, что при этом он получил возможность исправить себе оценки, он не стал этого делать, так как его интересовал исключительно процесс взлома, а результат был вторичен.
Впервые Кевин Митник совершил серьёзный поступок, нарушающий закон (получил несанкционированный доступ к компьютерной сети компании Digital Equipment Corporation), в 1979 году, когда ему было шестнадцать лет. Однако более всего Митника интересовала телефония. Добывал знания самостоятельно, хотя и учился в Лос-Анджелесском Пирс-колледже (англ.) и Университете Южной Калифорнии. Большое количество информации он получил, взломав сеть крупной телефонной компании Pacific Bell. Оттуда Митник скопировал учебники по применяемым в то время технологиям связи и необходимые программы для работы с ними.
Вскоре группу хакеров, в которой состоял Митник, выдала властям девушка одного из участников. Кевина приговорили к трём месяцам в исправительной колонии для несовершеннолетних и году условно. 
Однако и в тюрьме Кевин не терял времени зря. К моменту освобождения он имел все знания по телефонным сетям, которыми располагали лучшие специалисты «Bell Labs». Митник стал виртуозом телефонного взлома, он мог создавать незарегистрированные телефонные номера, звонить с чужого номера, прослушивать и разъединять разговоры. В среде хакеров Митника называли «Кондором»; это прозвище Кевину досталось от главного персонажа одного американского фильма, где тот скрывался от ЦРУ, используя свои умения в работе с телефонной сетью.
На протяжении 1980-х годов Митник совершенствовал свои способности. Поселившись в Калифорнии, он проделывал различные компьютерные и телефонные «шутки». Умело заметая следы своих деяний, ему удавалось долго укрываться от ответственности, но в декабре 1987 года Митнику снова не повезло — его выдал полиции Ленни Ди Чикко, друг и сотоварищ по хакерству. Вместе они в течение года совершали ночные атаки на одну из компьютерных компаний, пытаясь скопировать новый программный проект. По официальным данным, когда Митника арестовало ФБР, он спросил Ди Чикко, за что тот его сдал. Как утверждали сотрудники ФБР, Ленни ответил: «Ты — угроза для общества». В этот раз суд приговорил Митника к году тюрьмы нестрогого режима и принудительному курсу лечения от «компьютерной зависимости». Несмотря на то, что в то время нельзя было выйти в Интернет через телефон, без компьютера, суд запретил Кевину пользоваться и телефоном.
На суде начальник отдела полиции по компьютерным преступлениям заявил, что Митник «…на несколько порядков выше того, что характеризует рядового хакера».
Митника отпустили на испытательный срок в 1990 году. В качестве основного условия ему было запрещено притрагиваться к компьютеру. Однако вскоре Митник вновь «пошутил»: номер надзирателя за его поведением оказался блокирован; на кредитном счёте судьи воцарился полный хаос. А из главного компьютера суда исчезли все упоминания об аресте Митника и вынесенном приговоре.
Некоторое время Митник вёл спокойный образ жизни. Переехав в Калифорнию, он проводил исследования и давал платные консультации. К июню 1992 года Кевин сбросил 45 килограммов. Однако через некоторое время смерть брата вызвала у Митника очередной «срыв», и в сентябре того же года ФБР получило ордер на обыск квартиры Кевина. Он подозревался сразу в нескольких преступлениях. Но Митник сбежал, и через два месяца Кевина объявили в федеральный розыск.
Признаки того, что Митник всё ещё существует, появились в 1994 году. Тогда Митник серьёзно заинтересовался сотовой телефонией. Власти подозревали его в краже программного обеспечения для контроля сотовой связи из лаборатории компании Motorola. Также компания McCaw Cellular Communications заявила, что кто-то похитил электронные серийные номера её сотовых телефонов. Расследуя это заявление, ФБР даже удалось выследить Кевина, однако тот успел скрыться в последний момент.
Компания Motorola заявила, что какой-то хакер украл программы, позволяющие контролировать мобильную связь. Позже поступила информация о краже компьютерного проекта, позволявшего отслеживать слабые места программ, уже другой компании. И наконец, у фирмы компании McCaw Cellular Communications похитили серийные номера новых мобильных телефонов. С точки зрения ФБР, всё это было дело рук Митника. Митника выследили и снова арестовали. Оказалось, что он подделал несколько документов, удостоверяющих личность, и скрывался под чужим именем.

## Инцидент с Цутому Симомурой
В ночь 25 декабря 1994 года Митник взломал домашний компьютер Цутому Симомуры, ведущего американского специалиста по компьютерной безопасности. Атака была искусной: вначале Митник взломал компьютер Университета Лойолы в Чикаго, откуда можно было получить доступ к компьютеру Симомуры. Кевин успешно скопировал сотни засекреченных файлов.
Поймать Митника стало для Симомуры делом чести, ведь факт взлома подрывал его профессиональную репутацию, а кроме того, помимо украденных файлов он нашёл на своём компьютере звуковое послание, в котором Кевин оскорблял Симомуру. Поимке помог случай: один из администраторов WELL заметил необычайную активность на одном из аккаунтов. Он поинтересовался о причинах у владельца аккаунта, а тот, в свою очередь, очень удивился, увидев на своём аккаунте файлы Симомуры. Была организована поисковая бригада, ей удалось проследить район, где мог располагаться Митник. Наряды полиции после продолжительного прочёсывания района с помощью радиоаппаратуры засекли телефонный сигнал, когда Митник вновь попытался выйти в сеть. Ночью 15 февраля 1995 года Митник был арестован.
Кевину было предъявлено 23 обвинения в мошенничестве с использованием компьютерных систем. Прокурор заявил, что Митник виновен в нанесении ущерба на сумму, превышающую 80 миллионов долларов. После обвинительной речи прокурора Митник не надеялся на оправдательный приговор, тем не менее, усилиями адвокатов большинство обвинений было снято: Кевин должен был отсидеть около 11 месяцев. Наказание, тем не менее, затянулось на четыре года: постоянно находились всё новые и новые факты, которые позволяли лишать хакера свободы.
Годы заключения были очень неприятными: Митника содержали в антисанитарии, пока адвокат не добился улучшений условий содержания. Хакерское сообщество было возмущено арестом, утверждалось, что осудили его незаконно, так как все взломы Митник осуществлял просто из интереса.

## Деятельность после тюрьмы
Пока Кевин сидел в тюрьме, о нём вышло в свет множество книг различных авторов. Вскоре после вынесения приговора Митнику Симомура выпустил книгу «Взлом», написанную в соавторстве с участником поисковой группы журналистом Джоном Маркоффом.

## Митник с 2003 года

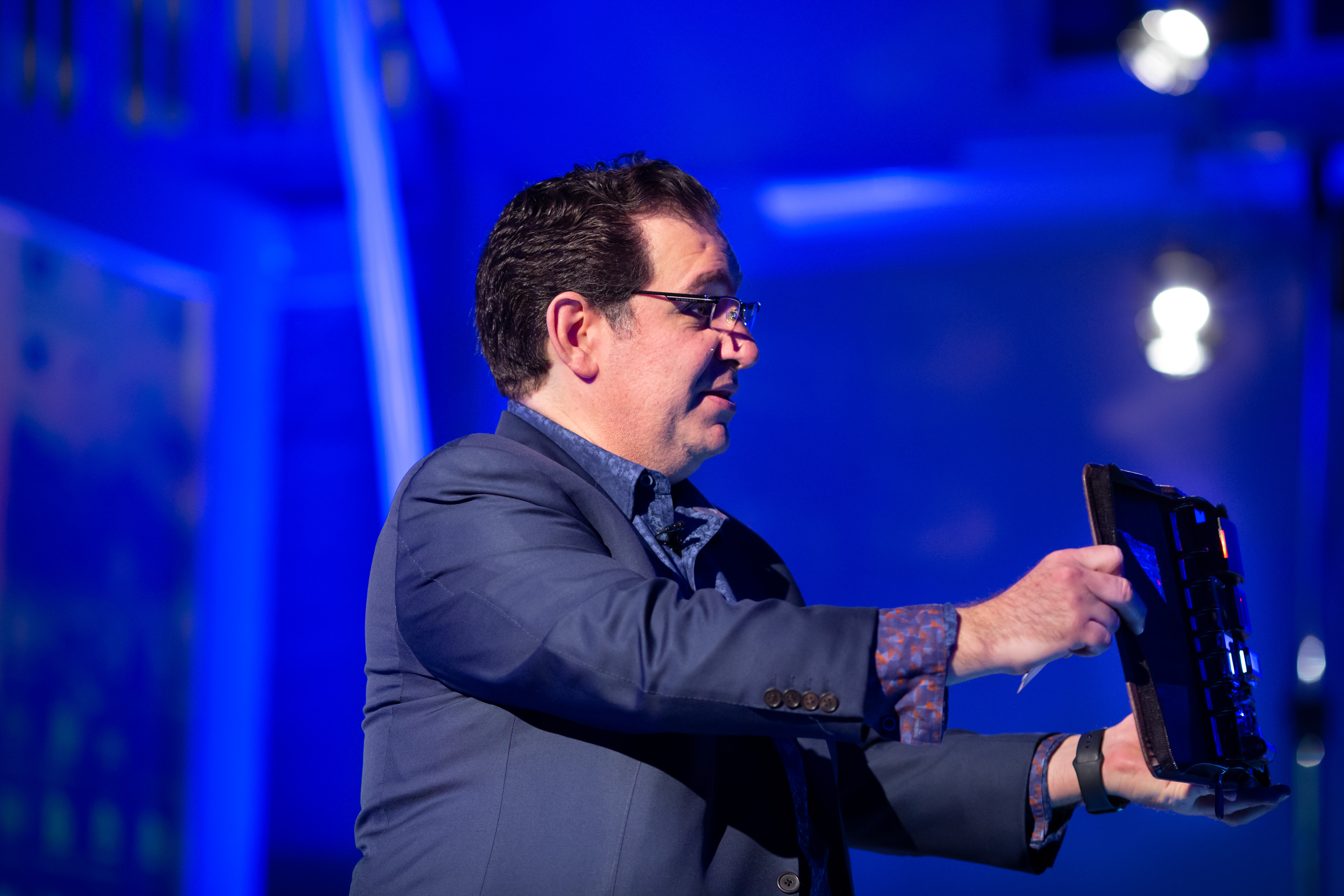
Выступление Кевина Митника в 2018 году

После освобождения Митник к хакерству не вернулся, во всяком случае, официального подтверждения этому нет.
С 2003 года ему официально разрешено пользоваться Сетью и телефонами.
В 2010 году Кевин Митник занимался вопросами защиты компьютерных систем. Он является основателем компании "Defensive Thinking Inc.", специализирующейся на компьютерной и сетевой безопасности. Сайт их фирмы несколько раз подвергался взлому, а сам он — троллингу со стороны новых хакеров, что вполне характерно — за то время, пока он находился в тюрьме, всё очень сильно изменилось, а сам Митник остался на уровне хакеров того времени.
Митник стал помогать полиции: однажды[когда?] в маленьком городке штата Мичиган объявился «телефонный террорист». Он звонил в местную школу с угрозами и сообщениями о заложенной бомбе. Искусно манипулируя телефонной системой, злоумышленник оставался необнаруженным. Когда следователь Джон Кек, отчаявшись, обратился за помощью во «всемирную паутину», на его просьбу откликнулся не кто иной, как Митник. Он подробно описал, какую информацию необходимо узнать у телефонной компании, и вскоре пятнадцатилетний хулиган был арестован. Департамент полиции объявил Митнику благодарность за помощь. Сам же Митник сказал, что часть благодарности следует отдать Цутому Симомуре, который в своё время таким же образом поймал самого Митника.
После выхода на свободу Митник сыграл роль эксперта ЦРУ по компьютерам в американском телесериале «Шпионка». Так как во время съёмок Кевину ещё было запрещено пользоваться техникой, пришлось изготовить специальный макет компьютера.
Популярность Митника настолько высока, что его отец с успехом распродаёт некоторые вещи Кевина через Интернет-аукционы.
Митник написал книгу, посвящённую социальной инженерии в сфере безопасности информационных технологий.
В соавторстве с Уильямом Саймоном (англ. William L. Simon) Кевин Митник написал три книги:
- «Искусство обмана» (англ. The Art of Deception, 2002)[7]
- «Искусство вторжения» (англ. The Art of Intrusion, 2005)[8] — вторая книга Митника, в ней, в отличие от первой книги, собраны истории реальных хакеров, некоторые истории переработаны, чтобы скрыть информацию о написавшем, некоторые приведены без изменения.
- «Призрак в Сети. Мемуары величайшего хакера» (англ. Ghost in the Wires: My Adventures as the World's Most Wanted Hacker, 2011)[9]

В соавторстве с Робертом Вамоси (англ. Robert Vamosi) Кевин Митник написал:
- «Искусство быть невидимым» (англ. The Art of Invisibility, 2017)[10][11]

В каждой из книг описываются реальные (или близкие к реальным) события из жизни и деятельности социальных инженеров, хакеров, фрикеров, крэкеров и других.
В интервью журналу Forbes положительно оценил разглашение информации Эдвардом Сноуденом о деятельности спецслужб США, нарушающей права американских граждан, в то же время осудил разглашение данных о секретных операциях спецслужб за рубежом.
В 2023 году участвовал в создании системы для взлома паролей.
Скончался 16 июля 2023 года на 60-м году жизни, после более чем года борьбы с раком поджелудочной железы.

## В массовой культуре
Про деятельность Митника был снят художественный фильм «Взлом», который вызывает много споров относительно правдивости как образа Митника, так и его деятельности.
- В компьютерной игре Deus Ex: Human Revolution главный герой, проникнув в лабораторию вымышленной китайской биотехнологической корпорации Tai Yong Medical, может взломать один из настольных компьютеров и обнаружить там адресованное Кевину Митнику письмо от хакера по прозвищу Мельник (одного из персонажей игры), в котором написано, что глава корпорации требует обеспечить доступ к банковским счетам нескольких конкурирующих организаций из разных стран и заниматься обеспечением доступа предстоит именно Митнику, потому что ему «неплохо даются тесты на проникновение», в то время как Мельник будет продолжать заниматься некоей другой задачей.

- В компьютерной игре Vampire: The Masquerade - Bloodlines протагонист встречается с вампиром-хакером из клана Носферату по имени Митник, который может обучить взлому и выдать несколько квестов, связанных с проникновением в компьютеры для некой цели.